# Ausschuss für konstitutionelle Fragen
Der Ausschuss für konstitutionelle Fragen (englisch Committee on Constitutional Affairs, französisch Commission des affaires constitutionnelles, kurz AFCO) ist ein Ausschuss des Europäischen Parlaments. Ausschussvorsitzender ist seit Juli 2024 Sven Simon (CDU/EVP).
Der Ausschuss behandelt alle Themen, die mit dem institutionellen Gefüge der Europäischen Union zusammenhängen, also etwa die Beteiligung des Europäischen Parlaments an Regierungskonferenzen und am Europäischen Konvent, die Bewertung des EU-Vertrags und die institutionellen Folgen von EU-Erweiterungen. Außerdem pflegt er die Beziehungen des Europaparlaments zu den anderen Institutionen der EU und beschäftigt sich mit Fragen der Geschäftsordnung des Parlaments, der europäischen Parteien und des Wahlverfahrens bei der Europawahl.
Der Ausschuss wurde 1982 zunächst unter der Bezeichnung Ausschuss für institutionelle Fragen auf Initiative von Altiero Spinelli eingerichtet. Seine erste Aktivität war die Ausarbeitung einer Verfassung für die Europäische Union, die 1984 vom Europaparlament verabschiedet, aber von den Mitgliedstaaten nicht ratifiziert wurde. Später beschränkte sich der Ausschuss vor allem darauf, die institutionelle Entwicklung der EU zu beobachten und Vorschläge zu Empfehlungen zu machen, die vom Plenum des Parlaments verabschiedet wurden. Da die Verträge, auf denen das institutionelle System der EU basiert, jedoch nur von den Mitgliedstaaten, nicht von den EU-Organen selbst geändert werden können, ist der Einfluss des Europäischen Parlaments in diesen Fragen recht begrenzt.

## Vorsitzende (Auswahl)
- 2009–2014:Carlo Casini (UDC/EVP)
- 2014–2019: Danuta Hübner (PO/EVP)
- 2019–2022: Antonio Tajani (FI/EVP)[2]
- 2022–2024:  Salvatore De Meo (FI/EVP)
- Seit Juli 2024: Sven Simon (CDU/EVP)[1]